# Herut
Herut, o Kherut (Ebraico חרות, pronuncia /χeˈʁut/, Libertà) è stato il maggior partito politico di destra del Parlamento israeliano dagli anni quaranta fino alla sua confluenza nel Likud nel 1988, e in parte prosecutore ideale del movimento revisionista sionista che dette nascita al Partito revisionista sionista di Vladimir Žabotinskij.

Non deve essere confuso con la Herut - Movimento Nazionale, un partito che abbandonò il Likud nel 1998.

## Origini
Il partito Herut fu fondato da Menachem Begin nel 1948, quale successore politico dell'Irgun, un gruppo terroristico e paramilitare che operò durante il periodo mandatario britannico in Palestina. La fondazione del partito fu una sfida al vecchio e sempre più infiacchito partito Hatzohar fondato dall'ultimo mentore di Begin, Vladimir Žabotinskij. Ciò nonostante, i "puristi" revisionisti replicarono che Begin aveva abbandonato la linea politica e ideologica di Žabotinskij, e rifiutarono di abbandonare il suo vecchio partito.
Il partito suscitò anche dure critiche, la più famosa delle quali si ebbe allorché il New York Times pubblicò una "Lettera al Direttore" firmata da più di due decine di intellettuali ebrei di spicco, il 4 dicembre 1948. La lettera condannava Menachem Begin e la Herut in occasione della visita di Begin a New York City e paragonava le correnti revisioniste sioniste ai "partiti nazisti e fascisti". La lettera fu firmata tra gli altri da personalità quali Albert Einstein, Hannah Arendt e Sidney Hook. La lettera così cominciava:
La corrente visita di Menachem Begin, leader di questo partito, negli Stati Uniti è ovviamente calcolata per dare l'impressione del sostegno statunitense a questo partito nelle imminenti elezioni israeliane, e per cementare i legami politici con gli elementi conservatori sionisti negli USA. Numerosi statunitensi di ottima reputazione nazionale hanno ritenuto opportuno concedere i loro nominativi per dare il benvenuto alla sua visita. È inconcepibile che quanti si oppongono al fascismo in tutto il mondo, se correttamente informati del passato politico del sig. Begin e dei suoi obiettivi, possano aggiungere il loro nome a sostenere il movimento che egli rappresenta.
E così continua:
L'incidente di Deir Yassin esemplifica bene il carattere e le azioni del Partito della Libertà.
All'interno della comunità ebraica essi hanno predicato una miscela di ultranazionalismo, misticismo religioso e superiorità razziale. Come altri partiti fascisti ciò è stato usato per far fallire scioperi, e hanno operato per la distruzione dei liberi sindacati. In cambio hanno proposto unioni corporative, sul modello italiano fascista.»
Malgrado le critiche, nelle prime elezioni legislative del 1949 in Israele, la Herut guadagnò 14 seggi, diventando il quarto partito più importante nella Knesset, mentre Hatzohar non riuscì ad avere il quorum necessario per entrarvi, con circa l'1% del voto e di lì a poco si dissolse. Durante la sessione della Knesset il partito perse due seggi quando Ari Jabotinskij ed Hillel Kook abbandonarono il partito per sedere come indipendenti in parlamento.
Il partito fu considerato fuori dal filone principale dell'idealità politica sionista e notoriamente di opinioni destrorse. Rifiutava di riconoscere la legittimità del Regno hascemita di Giordania e spesso usava lo slogan "Alle sponde del Giordano" intendendo con ciò rivendicare il diritto d'Israele al controllo dell'intera riva occidentale del Giordano. Begin si opponeva anche a molte delle attività intraprese dal governo israeliano, incluso l'Accordo sugli Indennizzi fra Israele e la Germania Federale del 1952, e incoraggiava alla disobbedienza civile durante il dibattito della questione.
L'ostilità fra Begin ed il primo ministro israeliano e leader del Mapai, David Ben-Gurion, che era iniziata a proposito dell'affare Altalena fu evidente nella Knesset. Ben-Gurion coniò la frase "senza la Herut ed il Maki" (il Maki era il partito comunista israeliano): un riferimento al fatto che egli avrebbe voluto includere qualsiasi partito nella sua coalizione, salvo questi due partiti.
Le elezioni legislative israeliane del 1951 furono un disastro per il partito, dal momento che i suoi simpatizzanti si dimezzarono quasi e si ridussero a conseguire solo otto seggi. Al contrario, le elezioni legislative israeliane del 1955 furono un grande successo, col partito che raddoppiò circa i suoi seggi, salendo a 15 parlamentari e diventando il secondo più forte partito della Knesset dopo il Mapai. Assieme al Maki, essi aiutarono a determinare la caduta del governo di Moshe Sharett nel 1954 grazie a una mozione di sfiducia sulle posizioni del governo a proposito del processo contro Malkiel Gruenwald, che aveva accusato  Israel Kastzner di aver cooperato col Nazismo.
La Herut guadagnò un altro seggio nelle elezioni legislative del 1959, incrementando gradualmente i propri consensi, per la sua capacità d'interpretare i sentimenti degli elettori, sempre più insofferenti del dominio delle sinistre, attirando a sé nuovi immigranti sefarditi e mizrahì. Il partito contribuì alla caduta del governo anche nel 1961 quando i Sionisti Generali chiesero un voto di sfiducia a proposito dell'Affare Lavon.

La Herut mantenne 17 seggi nelle Elezioni legislative del 1961, e subito dopo si unì al Partito Liberale (anche questo fuoriuscito da poco dall'alveo dei Sionisti Generali) e col Partito Progressista) per formare il Gahal (un acronimo ebraico derivante da Blocco Herut-Liberali (ebraico: גוש חרות-ליברלים, Gush Herut-Libralim)), malgrado ognuno dei partiti mantenesse la propria indipendenza all'interno dell'alleanza. La fusione condusse anche alla formazione degli Indipendenti Liberali, un gruppo di antichi appartenenti del Partito Liberale che erano in disaccordo con la fusione (molti di loro erano stati membri del Partito Progressista).
Ai primi degli anni settanta Gahal si fuse con il Centro Libero, la Lista Nazionale ed il non-parlamentare Movimento per il Grande Israele per creare il Likud, ancora con tutti i partiti che mantenevano comunque la loro indipendenza all'interno dell'unione creatasi. Nel Likud, la Herut seguitò a essere il partito dominante. Nelle elezioni legislative del 1977 il Likud uscì vittorioso. Per la prima volta una formazione di destra aveva vinto un'elezione in Israele. Begin divenne primo ministro israeliano, conservando la sua carica anche nelle successive elezioni del 1981. Nel 1983 Begin si ritirò dalla vita pubblica, lasciando la carica al suo vecchio alleato dell'epoca precedente all'indipendenza, Yitzhak Shamir, che assunse la guida di Herut (e quindi del Likud).
Il partito si dissolse infine nel 1988, quando il Likud mise fine a tutte le sue correnti interne per diventare un partito unitario.

## Herut – Il Movimento nazionale
Nel 1998 Benny Begin (figlio di Menachem), Michael Kleiner e David Re'em ruppero con il Likud in segno di protesta nei confronti dell'accordo sottoscritto da Benjamin Netanyahu relativo al memorandum di Wye River e all'accordo di Hebron, col quale il primo ministro cedeva territorio ai Palestinesi. Costoro chiamarono il loro nuovo partito Herut - Movimento Nazionale e tentarono di accreditarsi come i veri eredi del partito originario. In realtà però esso fu, e restò, un nuovo e separato partito, collocato su posizioni intransigenti sul problema palestinese.